# 多摩水道橋
多摩水道橋（たますいどうばし）は多摩川に架かる東京都道・神奈川県道3号世田谷町田線（世田谷通り・津久井道）の橋。

## 概要
多摩水道橋は狛江市内で多摩川に架かる唯一の道路の橋であり、東京都道・神奈川県道3号世田谷町田線の起点側（多摩川の左岸）が東京都狛江市、終点側（右岸）が神奈川県川崎市多摩区となる都県境の橋となっている。なお、この道の愛称は東京都側が「世田谷通り」、神奈川県側が「津久井道」と都県境をもって変化する。
この場所にはもともと「登戸の渡し」があったが、東京都内の水不足対策として、川崎市の長沢浄水場から相模川の水を都心へと送る「導水管」の建設が行われることとなった際に、歩道と車道の架橋計画が行われ、1953年（昭和28年）12月に先代の道路及び水道管の併用橋として開通することをきっかけに、同年8月に廃止された。なお、この「登戸の渡し」は、廃止時点で多摩川の渡し船としては最後に残っていた区間であった。
その後、交通量の増加や橋の老朽化によって、新たな架橋及び拡幅が行われることとなり、まず旧橋のすぐ上流側に現在の上り線となる橋を架ける工事が行われ、1995年（平成7年）5月に竣工。引き続き旧橋を取り壊し、現在の下り線となる橋が架けられ、2001年（平成13年）3月に工事が完成した。これにより車道が上下4車線化された。導水管も引き続き道路橋・歩道橋の下に並行して設置されている。
多摩水道橋の下流側には、小田急小田原線の多摩川橋梁がある。

## その他
- 和泉多摩川駅前郵便局の風景印の図案に多摩水道橋が使われている[1]。

## ギャラリー

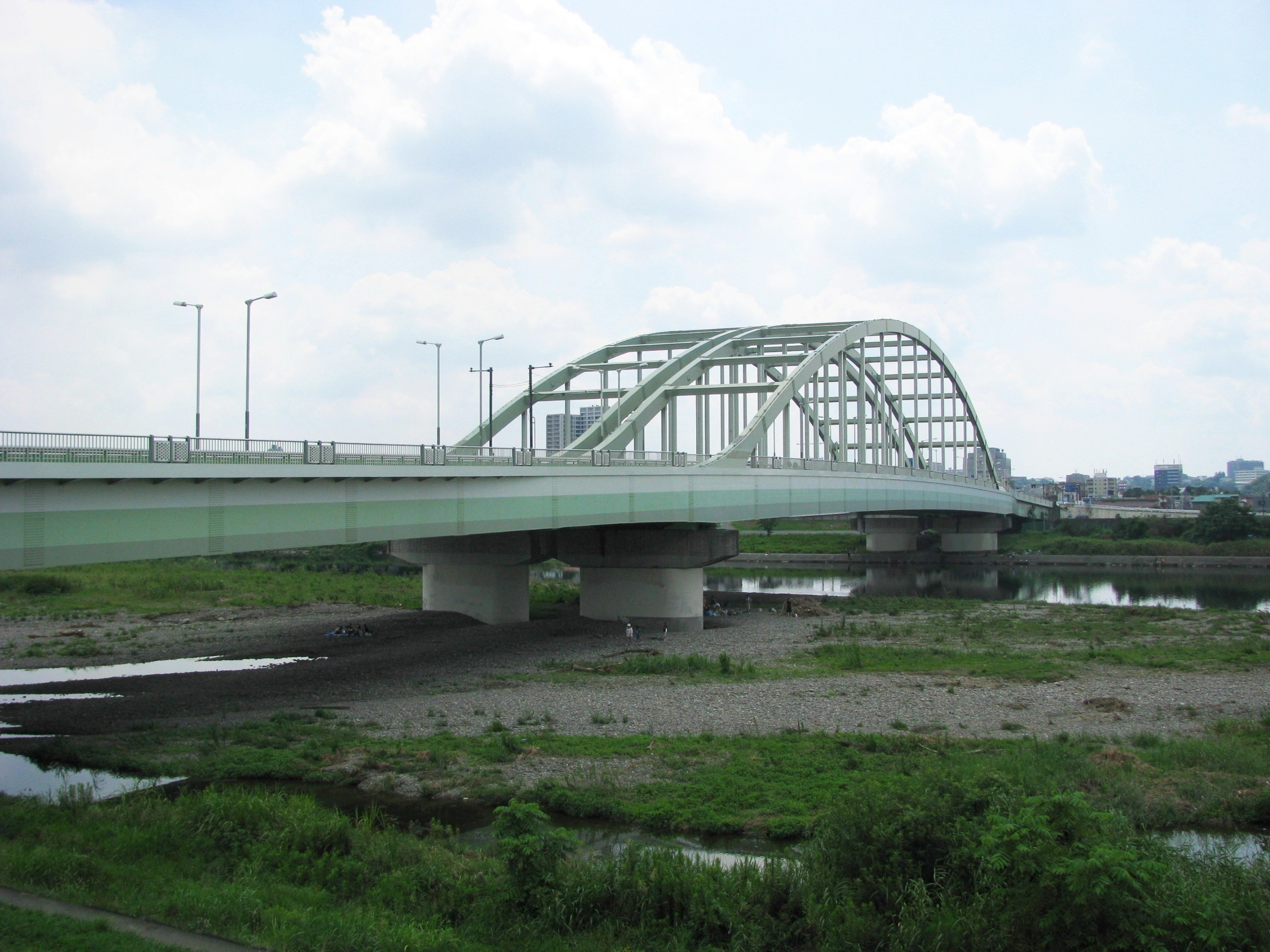
左岸・上流側から見る
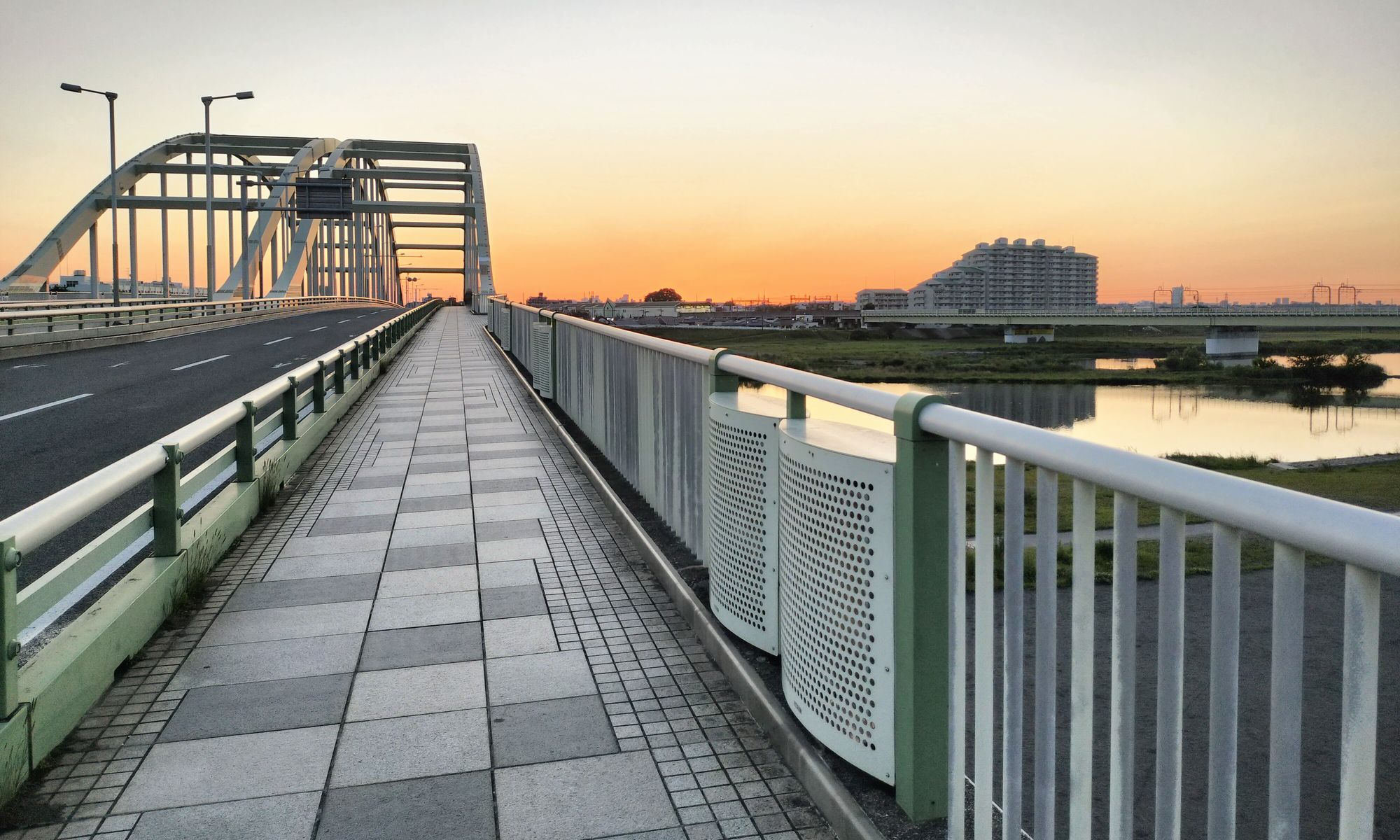
下流側歩道から東を見る
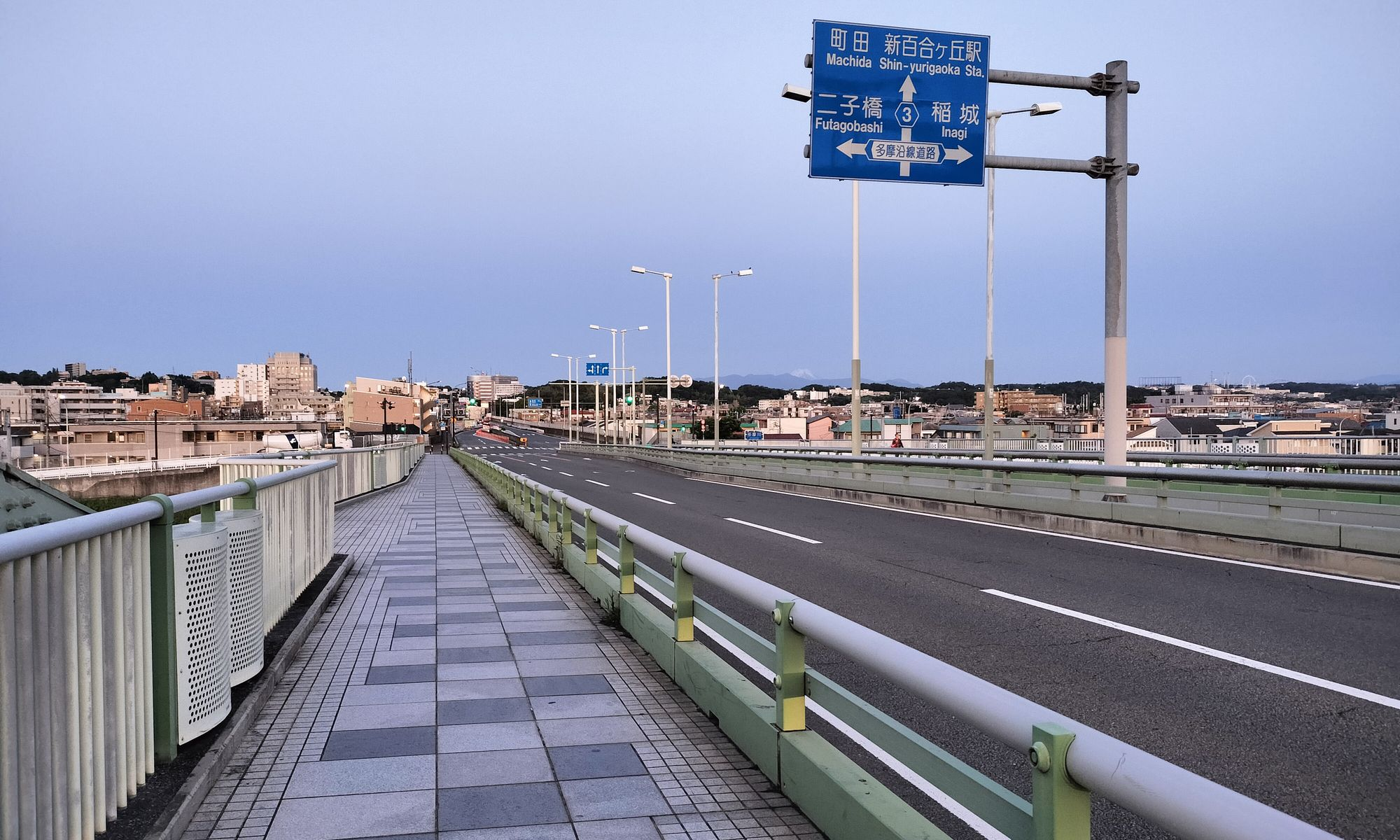
下流側歩道から西を見る
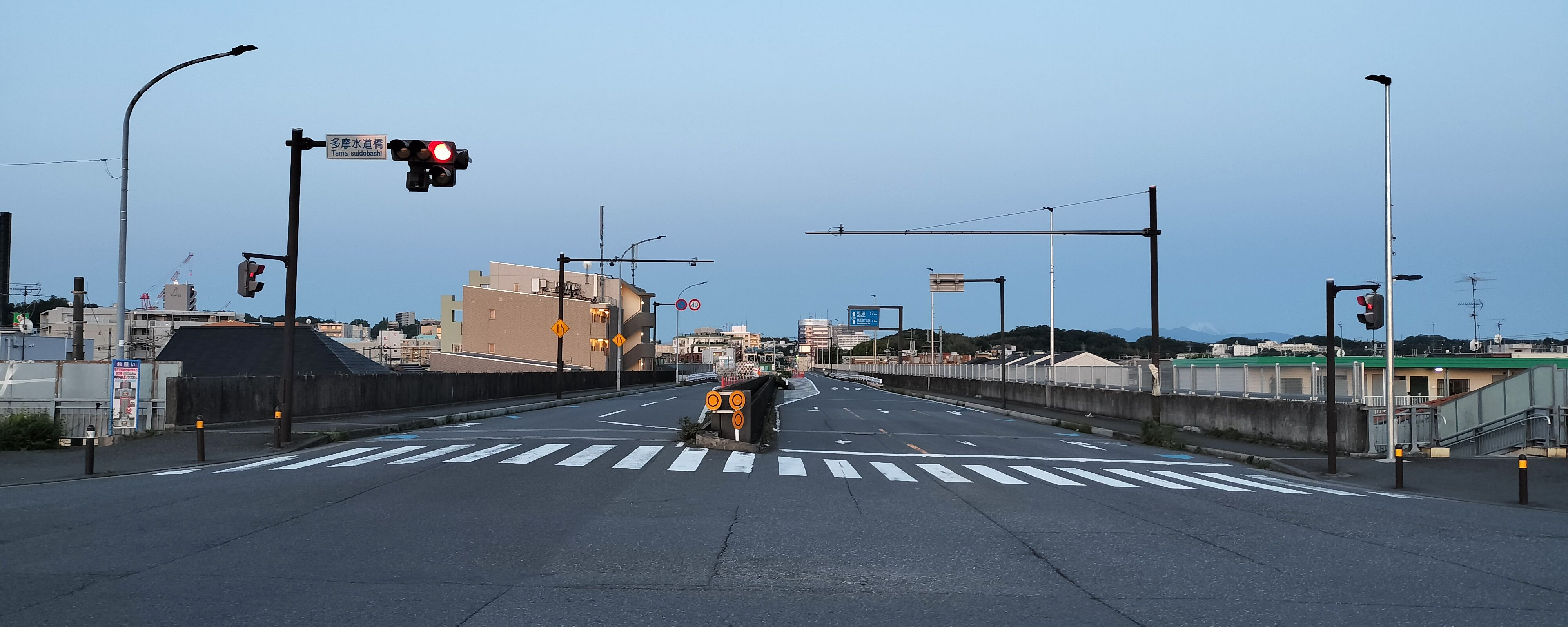
多摩水道橋交差点（英語表記は「Tama suidobashi」）
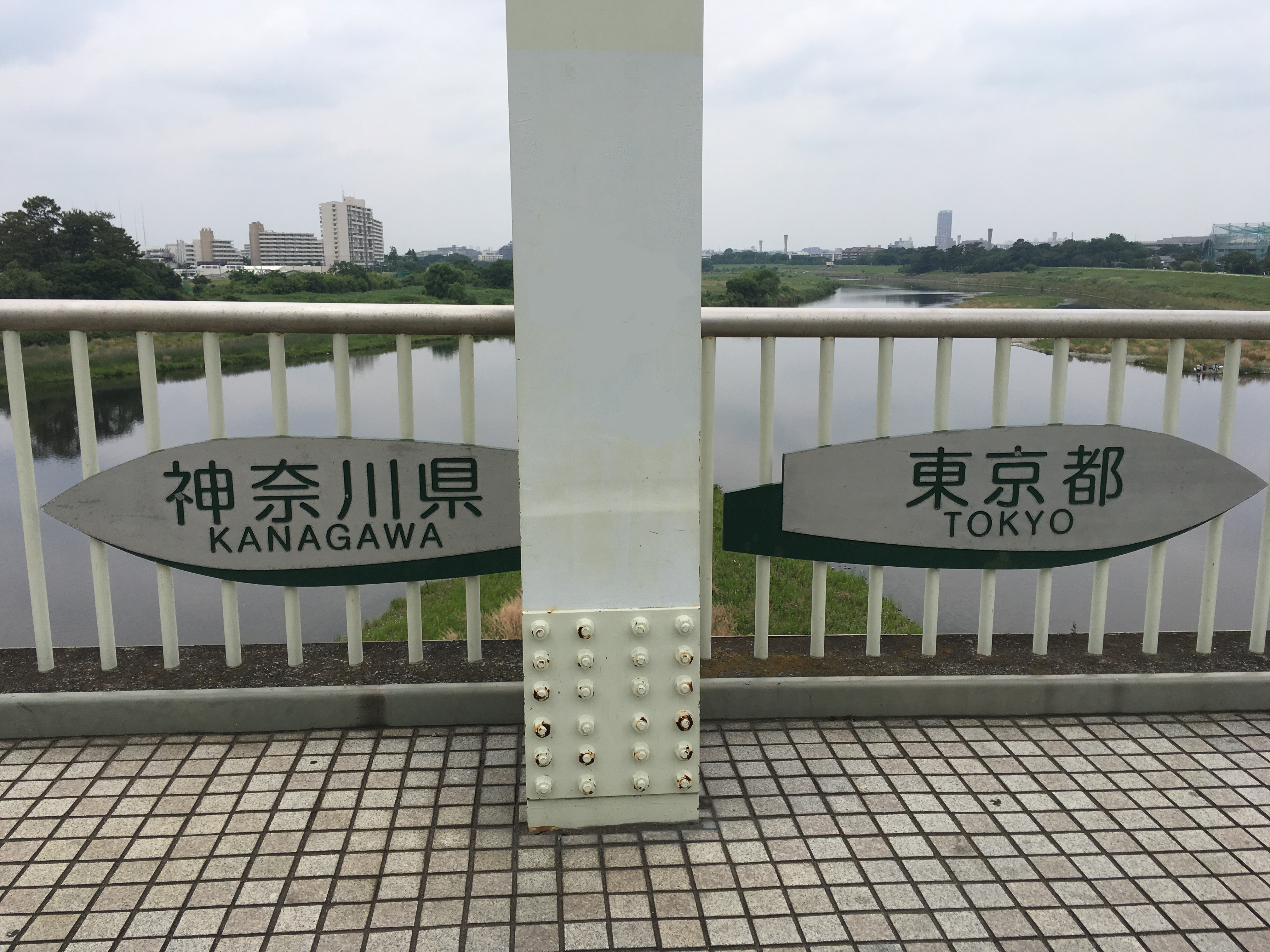
上流側歩道にある「都県境」表示